# Lingua mancese
La lingua mancese (nome nativo: ᠮᠠᠨ᠋ᠵᡠ
ᡤᡳᠰᡠᠨ, Manju gisun), detta anche lingua manciù, è una lingua tungusa parlata in Cina, nella provincia di Heilongjiang.

## Distribuzione geografica
Viene parlata dai mancesi, ma è in via di estinzione dall'inizio del XX secolo. I mancesi, che sono una delle 56 etnie ufficialmente riconosciute dal governo cinese, si sono da tempo integrati nella cultura del paese e parlano cinese, mentre il mancese è caduto in disuso da diverso tempo.
Nel 2007 risultavano 20 locutori in alcuni villaggi dello Heilongjiang.

## Classificazione
Fa parte del gruppo meridionale delle lingue tunguse, che appartengono alla famiglia delle lingue altaiche.
Secondo Ethnologue, la classificazione della lingua mancese è la seguente:
- Lingue altaiche
  - Lingue tunguse
    - Lingue tunguse meridionali
      - Lingue tunguse sudoccidentali
        - Lingua mancese

## Storia
Il mancese appartiene alla famiglia delle lingue altaiche ed è probabilmente imparentato con il coreano, le lingue mongoliche e le lingue turche.
Proviene dalla lingua degli Jurchi, il popolo della Manciuria progenitore degli stessi manciù, i cui capi clan fondarono la dinastia Jīn degli imperatori che regnarono sulla Cina nord-orientale tra il 1115 ed il 1234.
Il mancese fu la lingua di corte della dinastia Qing, di origine mancese, che governò sulla Cina dal 1644 al 1911, tuttavia era già poco usata alla fine del XVII secolo. Documenti ufficiali sono stati redatti fino al 1911 in cinese e mancese e in molti edifici della dinastia Qing si vedono tuttora inscrizioni mancesi.
Per la sua facilità rispetto al cinese, fu usato da molti traduttori del XVIII e del XIX secolo. Per gli studi relativi alla dinastia Qing, la conoscenza del mancese è di grande aiuto, soprattutto per quanto riguarda la pronuncia delle parole. Nonostante questo oggi solo pochi sinologi imparano questa lingua, la cui scrittura e grammatica sono relativamente semplici.

### Il mancese nella Cina moderna

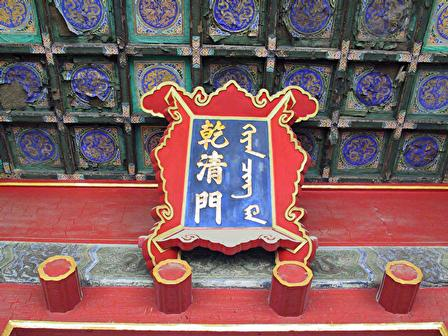
Placca con iscrizione in cinese (a sinistra) e mancese (a destra) nella città proibita

Secondo una stima effettuata negli anni ottanta, erano rimasti solo 70 mancesi madrelingua su un totale di 10 milioni di mancesi viventi in Cina.
Esiste comunque un dialetto del mancese, al quale è molto simile, che viene parlato da 40.000 individui della minoranza etnica degli Xibe nello Xinjiang. Sono i discendenti della guarnigione manciù che venne dislocata in questa zona dopo la conquista del Turkestan da parte dell'esercito Qing. Benché si siano integrati con la popolazione locale, hanno conservato la lingua di origine, garantendone la conservazione.
Nella provincia di Liaoning, tra gli anni '80 e gli anni '90, in alcune scuole fu istituito l'insegnamento facoltativo del mancese per scolari delle elementari e delle medie. Tale operazione fu realizzata anche nel distretto autonomo di Xinbin (新賓滿族自治縣) e nella città di Fushun. Poiché mancavano docenti, negli anni '80 sono stati organizzati nel nord-est della Cina seminari per la formazione di insegnanti di mancese.
Questi sforzi hanno reso possibile l'insegnamento della lingua ed hanno risvegliato l'interesse dei manciù per le proprie tradizioni; l'iniziativa è sostenuta anche da alcuni enti locali, per esempio dal governo regionale di Xinbin. Tali campagne sono indirizzate alla salvaguardia del mancese a fini di studio e di ricerca.
Negli ultimi decenni sono state pubblicate numerose opere in mancese di carattere scientifico, tra cui vocabolari, enciclopedie, grammatiche e libri di testo. Inoltre ad Harbin viene pubblicata la rivista scientifica Ricerche di mancese (滿語研究), che si occupa esclusivamente delle lingue tunguso-mancesi e della loro scrittura.
La situazione del mancese parlato (a parte lo Xibe) può essere resa dalla traduzione di due paragrafi dell'introduzione del libro Xiandai Manyu babai ju, pubblicato nel 1989.
(S. 2, righe 6-9)
(S. 3, righe 7-10)
Molti degli anziani che negli anni '80 ancora parlavano mancese potrebbero essere deceduti, ma il grande interesse suscitato dalla lingua negli ultimi anni, che ha portato in questi villaggi manciù etnologi, linguisti e ricercatori di fiabe popolari, potrebbe contagiare le generazioni più giovani.

## Grammatica
È una lingua agglutinante con tracce di armonia vocalica, la distinzione grammaticale viene effettuata con l'anteposizione di suffissi secondari che cambiano in misura minima la radice della parola.

## Sistema di scrittura
Viene scritto mediante l'utilizzo dell'alfabeto manciù, che fu codificato nel 1599 per volere del capo di un clan jurchen, Nurhaci, modificando l'alfabeto mongolo, che a sua volta si rifà all'alfabeto uiguro antico. Quest'ultimo alfabeto deriva da un antico sistema di scrittura iranico.